# ثابت ثابت
ثابت أحمد عبد الله ثابت (أبو أحمد؛ ولد في 20 ديسمبر 1950 – اغتيل في 31 ديسمبر 2000) سياسي ودبلوماسي وقيادي فلسطيني من مدينة طولكرم، وهو من قادة حركة فتح، وكان قائدًا سياسيًا لفصيل التنظيم التابع لحركة فتح العمود الفقري للسلطة الفلسطينية، ومن المقربين للرئيس ياسر عرفات، وأمينًا لحركة فتح في طولكرم. اغتالته إسرائيل صباحًا أمام منزله في مدينة طولكرم تزامنًا مع ذات يوم ذكرى انطلاقة حركة فتح.

## سيرته
حصل على الثانوية العامة من المدرسة الفاضلية بمدينة طولكرم عام 1968، ثم توجه إلى العراق حيث التحق بكلية طب الأسنان في جامعة بغداد. خلال دراسته الجامعية هناك التحق بحركة فتح في العراق منذ عام 1968، وأصبح فيما بعد رئيسًا للاتحاد العام لطلبة فلسطين فرع العراق.
بعد تخرجه عاد إلى طولكرم، وأثناء عودته اعتقلته السلطات الإسرائيلية لمدة ستة أشهر، كما فرضت الإقامة الجبرية عليه لمدة ثلاث سنوات. افتتح عيادة طبية للأسنان له في مدينة طولكرم، وانتخب نقيبًا لنقابة أطباء الأسنان الفلسطينية.
عين عام 1991 ممثلًا لمنظمة التحرير الفلسطينية في محادثات مدريد للسلام، كما كان مديرًا عامًا في وزارة الصحة الفلسطينية، وأمينًا لحركة فتح في طولكرم، ومحاضرًا للصحة العامة في جامعة القدس المفتوحة بمدينة طولكرم.

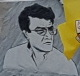
ثابت ثابت

## اغتياله
في 31 ديسمبر 2000، قامت إسرائيل باغتياله عبر إطلاق وابل من الرصاص الحي عليه أثناء خروجه صباحًا من منزله الواقع في أحد أحياء مدينة طولكرم، حيث اتهمته إسرائيل بقيادة وتوجيه مجموعات عسكرية تابعة لحركة فتح. جاءت عملية اغتياله هذه بعد ثلاثة ساعات فقط من قيام الفلسطينيين بقتل «بنيامين كاهانا» ابن الحاخام مائير كاهانا وزوجته.

### ردود فعل على اغتياله
اغتيال ثابت ثابت غيّر مجرى الأوضاع في الأراضي الفلسطينية، وكَردّ أولي على عملية الاغتيال، قام صديقه رائد الكرمي زعيم «كتائب شهداء الأقصى» ومجموعاته باختطاف وقتل مستوطنين إسرائيليين كانا يتواجدا وسط مدينة طولكرم في داخل مطعم شعبي شهير لتناول «الحمص» و «الفلافل».
تبع ذلك مباشرة قيام رائد الكرمي بتشكيل خلايا مسلحة عرفت بـ «كتائب ثابت ثابت».

## تخليده وتكريمه
تخليدًا وتكريمًا لثابت ثابت، فقد قامت حركة فتح فور اغتياله بتأسيس كتائب ثابت ثابت العسكرية، كما أطلقت السلطة الوطنية الفلسطينية اسمه على المستشفى الحكومي في مدينة طولكرم ليصبح اسم المستشفى "مستشفى الشهيد د.ثابت ثابت الحكومي"، كما أطلق اسمه على أحد ميادين المدينة الهامة، ووضع له في الميدان نصب تذكاري تضمن صورته.

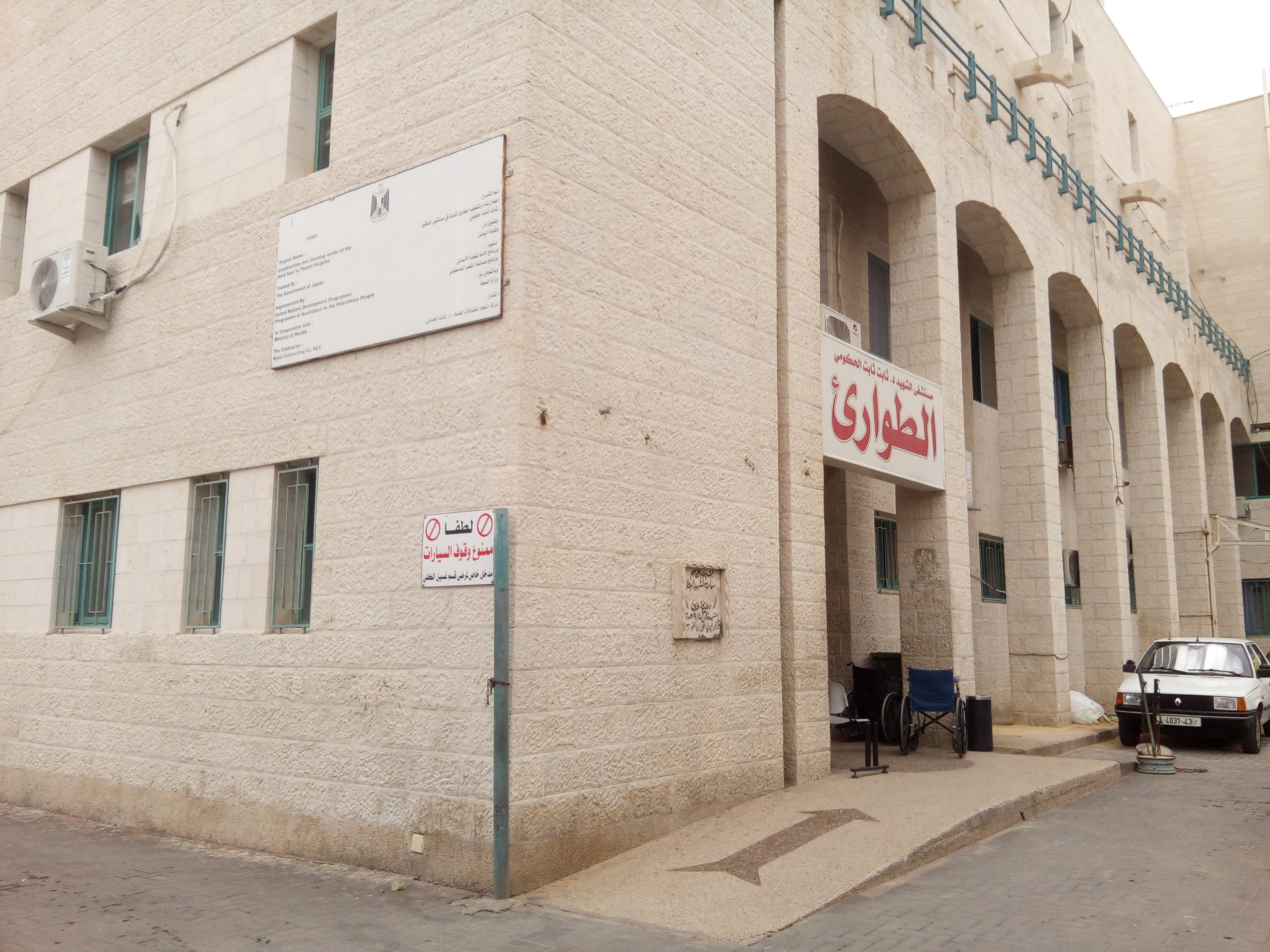
مستشفى ثابت ثابت الحكومي
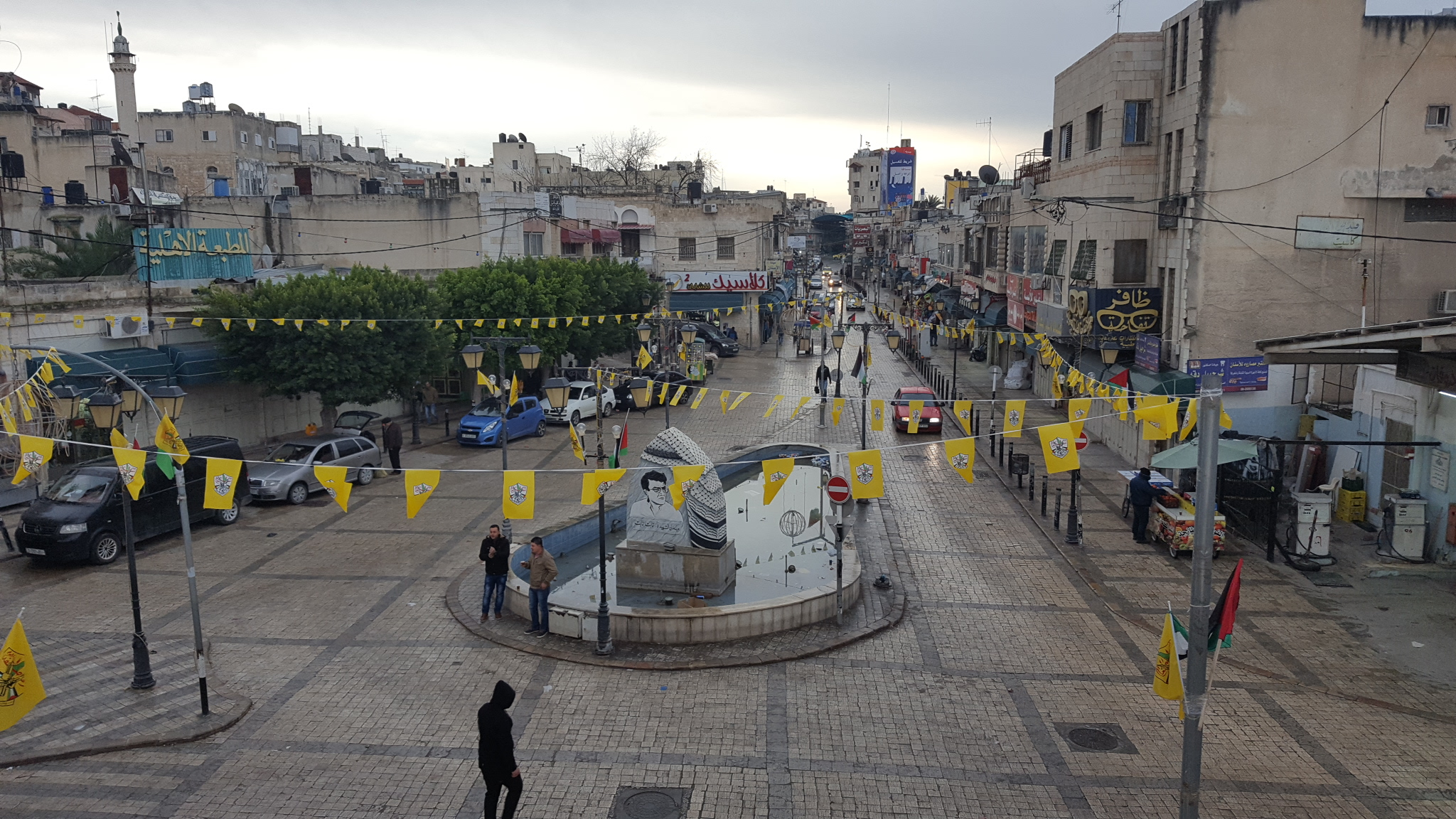
ميدان ثابت ثابت

## وصلات خارجية
- على يوتيوب: ما لاتعرفه عن اغتيال ثابت ثابت وكيف رد القطو والسروجي على اغتياله، قناة الفجر.